# Dědův odkaz (opera)
Dědův odkaz je opera (lyrická zpěvohra) (Op. 57) o třech jednáních českého skladatele Vítězslava Nováka. Libreto napsal český spisovatel Antonín Klášterský na námět stejnojmenné básně Adolfa Heyduka z roku 1879. Poprvé byla provedena dne 16. ledna 1926 v Národním divadle v Brně.

## Vznik a historie díla
Na tvorbě nové opery začal Vítězslav Novák pracovat již roku 1923, v době, kdy byla jeho předchozí opera Lucerna teprve připravována k uvedení v pražském Národním divadle. Po prvních třech operách, v nichž jako základ libreta použil populární a divadelně osvědčené činohry, zvolil riskantnější přístup a využil námětu spisovatele Antonína Klášterského, aby napsal operu na jeho libreto vytvořené na základě básně Dědův odkaz Adolfa Heyduka z roku 1879. Klášterský sám vyjednal s Emílií Heydukovou poskytnutí autorských práv.
Nebyl přitom první z českých skladatelů, kdo projevil zájem o tuto báseň. Již Bedřich Smetana žádal Jana Nerudu o její zpracování do jevištního tvaru, k tomu ale nedošlo. Hlavní epizodu básně, milostný příběh vesnického chasníka a lesní víly, již využil Karel Kádner pro libreto k poslední opeře Josefa Richarda Rozkošného Černé jezero.
Novákův přístup byl mnohem ambicióznější, hodlal zhudebnit celý příběh básně především včetně jejího hlavního poselství, totiž apoteózy tvůrčí síly umělce a současně lidové umělecké tradice: jejich zhmotněním jsou chasníkovy housle, odkázané mu jeho dědem, kterým lesní víla propůjčila čarovnou sílu. Libretista Klášterský ideu své úpravy charakterizoval takto: „Chtěl jsem podati v ní pouť umělce, který z lidu vycházeje, roste ztrátou a bolestí a stále touží, hledá a nenalézá. Milovaná bytost stává se mu nakonec, jako Dantova Beatrice a Petrarcova Laura, jen ideálem krásy a umění, k němuž stále spěje a jehož tragikou osudu dostihne snad jen na jediný okamžik – ve chvíli svého skonu.“ Jen dějiště příběhu skladatel přesunul z původní Šumavy na Slovensko, jehož lidové hudební tradice mu byly bližší. Jakousi přípravou byla skladateli bezprostředně předcházející práce na slovenských lidových písních.
Na partituře skladatel pracoval od Nového roku 1923 do 1. května 1925 a věnoval ji „své drahé ženě“. Premiéru svěřil nikoli pražskému Národnímu divadlu, ale Národnímu divadlu v Brně, kde se uskutečnila následujícího roku; dirigoval František Neumann, režii měl Ota Zítek, výpravu pořídil Čeněk Kvíčala.
Dědův odkaz je nejméně úspěšná Novákova opera. Otázka mravního základu umělecké formy představená formou poněkud naivní symbolické pohádky v moderní a prozaické době 20. let 20. století obecenstvo nezaujala. Novák si přitom svého díla velmi cenil, srovnával je příznivě s Dvořákovou Rusalkou. Sám se vyjádřil, že „hudba posledního obrazu, jakož i pátého, kde Janovi, truchlícímu nad ztrátou Silvany, dostává se od ní uměleckého posvěcení, náleží k nejniternějším, co jsem kdy napsal“. Proto byl neúspěchem díla velmi zklamán – nepřijal ani Státní cenu na rok 1925 – a od operního žánru se na zbytek života odvrátil.
Inscenační historie Dědova odkazu je chudá. Po premiéře v Národním divadle v Brně (1926, obnovená inscenace 1928) ji vzápětí uvedlo i pražské Národní divadlo (obnovená inscenace roku 1930 v rámci novákovského cyklu) a o rok později též české divadlo v Moravské Ostravě. Roku 1941 ji uvedlo divadlo v Plzni. Pro druhou inscenaci v pražském Národním divadle skladatel o prázdninách roku 1942 operu podstatně přepracoval. První inscenace této nové verze (premiéra 3. ledna 1943, naposledy 20. června 1944) je současně i prozatím poslední inscenací Dědova odkazu vůbec.
Klavírní výtah opery upravený Romanem Veselým vydala Hudební matice roku 1926. Při příležitosti nové inscenace v pražském Národním divadle skladatel partituru revidoval roku 1942.

## Charakteristika díla
Podle Johna Tyrrella se v této opeře skladatel „vrátil k tomu, co pro sebe považoval za pevnější půdu: k symfonické tvorbě“. Od realistického a dramatického zpracování Lucerny se zde vrací k subjektivitě. Opera sice obsahuje reálné prvky, ba dokonce i parodické až groteskní vykreslení současného velkoměsta (6. obraz), nebo prvky erotické až na hranici lascívnosti (7. obraz) (obě epizody se v Heydukově básni nevyskytují a jsou libretistovým přídavkem), ty jsou však kontrastovány s pohádkovým světem víl a duchů. Reálný děj ustupuje, i vnější struktura je mozaikovitější, sestává většinou ze statických obrazů, jen ve 2. a 4. obraze probíhá souvislý dramatický děj. Jedinou skutečnou postavou je hlavní hrdina Jan; vedle toho vystupuje Silvana jako zosobnění tvůrčího principu, jejíž hudební motivy vystupují i v obrazech, kde se její postava neobjevuje. Všechny ostatní postavy vystupují vždy jen v jednom obraze a jsou ryze epizodní.
Hudebně je opera velmi pestrá, harmonicky i zvukově rafinovaná. Zpracování zpěvních hlasů hlasu se odpoutává od realistické deklamace, vyskytují se melismata i koloratura (zvláště ve scéně s kněžnou Castelmare), časté jsou ansámbly, na rozdíl od ostatních svých oper zde Novák hojně zapojuje sbor i tanec. Přitom hlavní úloha zůstává orchestru, který přichází ke slovu zejména v rozsáhlých mezihrách a postludiích a i zpěvní hlasy vyrůstají z jeho melodií. Zvláštní úloha připadá titulnímu předmětu opery, zděděným houslím a jejich lyrické kantiléně.
Hlavním záměrem skladatele bylo dát dílu morální vyznění. Studuje v něm prameny a podmínky tvůrčího uměleckého činu, zamýšlí se nad úlohou umění jako léku na osobní krize.
Výsledný tvar opery je však přes veškero barvitost značně nesourodý. Na neúspěchu se jistě podepsalo i nedramatické a zastarale zveršované libreto, Novákův životopisec Vladimír Lébl ho pro jeho nepoetičnost, těžkopádnost, manýrovitost a křiklavost až nechtěnou komiku považuje za „balvan, se kterým skladatel nemohl pohnout ani nejdůmyslnějším zhudebněním.“ Vedle jednotlivých dramatických slabostí však dílo tíží i celková absence nosné, nové a aktuální myšlenky. Lyrická místa se blíží sentimentalitě, „národní“ prvky (lidové výjevy ve 2. obraze, tzv. Ančiny písničky ve 4. obraze) jsou využívány poněkud podbízivě (V. Lébl: „typická manýra lidových scén českého operního eklekticismu“) a některá místa, zejména rozsáhlá symfonická interludia, kritika již od počátku označovala za nudná a zdlouhavá. Některé z těchto nedostatků se skladatel snažil napravit revizí podniknutou roku 1942, zejména přepracováním tří nejkritizovanějších posledních obrazů a zkrácením dvou interludií, ale i přes nadšení např. Aloise Háby se kritika shodla, že „ani tyto radikální zásahy nemohly potlačit zásadní negativní rysy opery“. Problém spočívá, ve formulaci Emila Hradeckého, že „není to již vlastně opery“, „operní forma byla spíše přítěží“. V tomto ohledu se stává logickým, že se Novák v následujících letech přiklonil k taneční pantomimě.

## Osoby a první obsazení
| osoba                                                   | hlasový obor | premiéra (16.1.1926) |
| ------------------------------------------------------- | ------------ | -------------------- |
| Děd                                                     | bas          | Jaroslav Tyl         |
| Janíček                                                 | soprán       |                      |
| Háta                                                    | alt          | Marta Dobruská       |
| Lenka                                                   | mezzosoprán  | Jelena Ježicová      |
| Jano – mistr Jan                                        | tenor        | Valentin Šindler     |
| Silvana                                                 | soprán       | Karla Tichá (Boková) |
| Šafář                                                   | bas          | Arnold Flögl         |
| Anča                                                    | soprán       | Běla Rozumová        |
| Impresário                                              | baryton      | Ferdinand Pour       |
| Redaktor „Světla“                                       | bas          | Jaroslav Čihák       |
| Redaktor „Záře“                                         | tenor        | Jaroslav Budil       |
| Kněžna Castelmare                                       | soprán       | Marie Fialová        |
| Hoši, děvčata, čeleď, lesní ženky, městský lid v cizině |              |                      |
| Dirigent: František Neumann                             |              |                      |
| Režie: Otakar Zítek                                     |              |                      |
| Výprava: Čeněk Kvíčala                                  |              |                      |

## Děj opery

### 1. dějství
(1. obraz) V chudé chaloupce za časného jitra umírá dědeček. Nemá, co by svému jedinému vnukovi odkázal. Ale ve snu viděl hrát svého otce na housle, které jsou nyní vedle několika grošů na pohřeb jeho jediným majetkem. Ty tedy odkazuje Janíčkovi: snad v nich najde alespoň trochu radosti v chudobě tak, jako jeho praděd.
(2. obraz) Náves s lípou, vesnická muzika vyhrává mládeži k tanci. Jen Jan se veselí straní a nechce tancovat ani s Lenkou, se kterou se ještě před několika dny měli rádi. Pak se tady ale u muziky ukázala neznámá dívčina jménem Silvana a od té doby se Jan nemůže zbavit myšlenek na ni. Lenka se trápí a žárlí. Svěřuje se staré Hátě, jež jí radí, aby hodila dívce při tanci pod nohy květ úročníku. Je-li to víla, jak se Háta domnívá, bude muset ihned utéci. Když se Silvana skutečně dostaví a tancuje s Janem, učiní Lenka podle Hátiny rady. Silvana skutečně vykřikne, vytrhne se Janovi z náručí a prchá k lesu. Jan utíká za ní.
(3. obraz) V lese na palouku touží Silvana po Janovi, ale do vsi se už vrátit nemůže. Jan však přichází za ní, ohlašován zvukem houslí. Dívka se mu svěřuje se svou láskou i se svým zakletím: Je jen napůl vílou, protože její matka byla lidská bytost, ale král duchů ji zaklel a vysvobodit ji může jen ten, kdo ji z lásky vyvede z lesa. Jan ji odvádí a Silvana se může stát jeho ženou, ale pod jednou podmínkou: pokud by ji Jan v hněvu udeřil, byť jen květinou, je navždy ztracena a musí se vrátit do lesa. Jan si je jist svou láskou a slibuje, že k tomu nedojde.

### 2. dějství
(4. obraz) Od té doby, co získal Silvanu, se Janovi daří: má nejlepší hospodářství ve vsi. Vesničany však nepřešla nevraživost vůči cizí ženě. Jan odchází na trh do města a rozdává rozkazy čeledi: Trávu na louce je třeba posíci, žito však ještě není zcela zralé a musí ještě zůstat. Silvana se s ním nerada loučí, má neblahou předtuchu. Když Jan odejde, náhle cítí pohromu a na nebi vidí mračna a cítí vichřici, i když stále svítí slunce. Káže proto obilí pokosit, což čeledi jde jakoby kouzlem velmi rychle. Sotva je obilí pod střechou, Jan se vrací a rozzloben nad Silvaniným činem ji šlehne několika nezralými klasy po ruce. Silvana se mění v lesní žínku, zašeptá „Buď sbohem“ a zmizí. Vzápětí začíná obrovská bouře, která všem vesničanům pobije obilí, jen Janovo je v bezpečí. Teď hospodář poznává, že ženě křivdil, je ale pozdě. Vesničané jsou přesvědčeni, že jejich neštěstím je vinna zlá víla, a zapalují Janův statek. Jan prchá bez ženy a ožebračen, zbyly mu jen jeho housle.
(5. obraz) Je podzimní noc, palouk, na kterém kdysi Jan našel Silvanu Nyní chce odejít do světa, předtím však naposledy vidět toto místo. Usíná. Zjevuje se Silvana: nemůže se k Janovi vrátit ani se mu ukázat, ale alespoň včaruje svým dotekem do jeho houslí nejkrásnější tóny, kterými budou nadále spojeni. Jan se probouzí. Ve snu viděl Silvanu a pochopil její poselství. Bere housle a odchází sloužit Písni a Hudbě.

### 3. dějství
(6. obraz) Čarovný zvuk houslí činil z Jana slavného houslistu a skladatele. V pokoji pro umělce za koncertním sálem přijímá obdivovatele a odpovídá na otázky novinářů. Ale Jan má jen prosté odpovědi: naučil se hrát v lese, od ptáků, od přírody – a je tak unaven…
(7. obraz) Krásná kněžna Castelmare nabízí slavnému virtuosovi bohatství i lásku, ale Jan je ve vzpomínkách stále u Silvany. Povrchní okolí jej má za pošetilce.
(8. obraz) Zestárlý Jan se vrací na lesní palouk. Nedokáže vysvětlit svému impresáriovi, proč odřekl všechny koncerty, slávu a bohatství, aby odešel sem. Ale Jan naposledy hraje na své housle; hudba jej po celý život jeho pojila se Silvanou. Ta se mu nyní zjevuje, krásná a mladá jako vždy, aby jej ve smrti provázela do věčné říše krásy.

## Nahrávky
Dosud neexistuje celková nahrávka Dědova odkazu. Československý rozhlas pořídil roku 1953 nahrávku některých scén s Miladou Šubrtovou, Jaroslavou Vymazalovou a Ivo Žídkem, Pěvecký sbor Československého rozhlasu v Praze a Symfonický orchestr pražského rozhlasu řídí Jiří Pinkas starší. Tuto nahrávku vydal Radioservis, a.s., roku 2015 na CD „Česká romantická opera“ (CR0782-2). Nejpopulárnější číslo opery, Ančiny písničky z 2. dějství, v rozhlase nahrála též Libuše Domanínská a Daniela Šounová-Brouková.